# Bassemberg
Bassemberg település Franciaországban, Bas-Rhin megyében. Lakosainak száma 223 fő (2022. január 1.). Bassemberg Villé, Breitenau, Fouchy, Lalaye, Maisonsgoutte és Saint-Martin községekkel határos.

## Népesség
A település népességének változása:
| Lakosok száma | 259  | 256  | 261  | 249  | 241  | 233  | 225  | 223  | 223  |
|               | 2013 | 2015 | 2016 | 2017 | 2018 | 2019 | 2020 | 2021 | 2022 |